# جولا (مقاطعة)

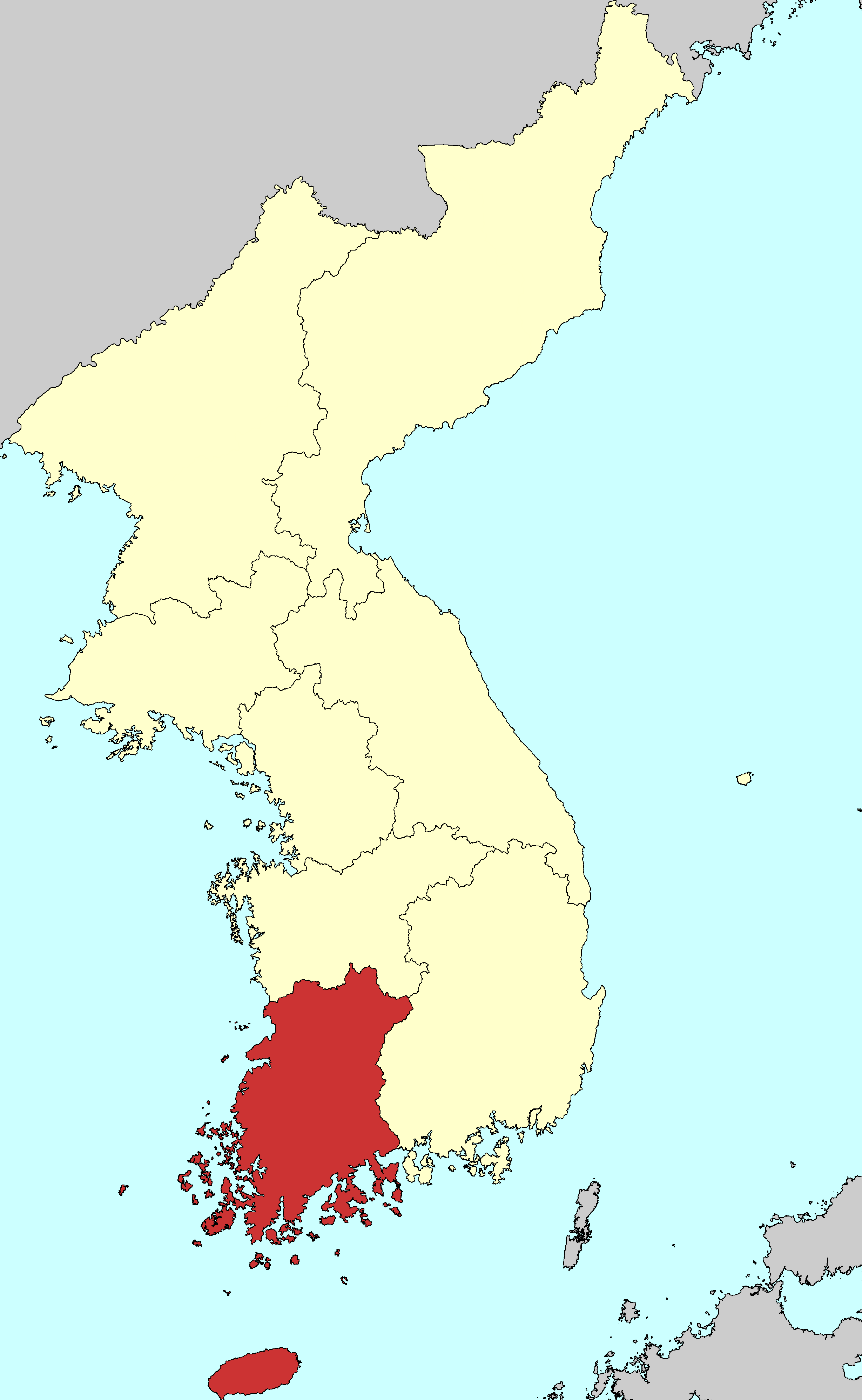
جولا (مقاطعة)

مقاطعة جولا (بالهانغل: 전라도، وبالهانجا: 全羅道) هي إحدى مقاطعات جوسون الثمانية والتي شكلت التقسيم الإداري في عهد مملكة جوسون من 1413 وحتى 1895. عاصمة المقاطعة هي مدينة جونجو.